# 7448 Pöllath
7448 Pöllath là một tiểu hành tinh vành đai chính với chu kỳ quỹ đạo là 1275.6383374 ngày (3.49 năm).
Nó được phát hiện ngày 14 tháng 1 năm 1948.